# Зальбанд
Зальбанд (нем. Sahlband) — в геологии зона контакта минеральной жилы с боковыми (вмещающими) породами. В жилах с неравномерным заполнением различным минеральным веществом призальбандовая часть сложена иным минеральным агрегатом, чем центральная часть. В то же время в жилах равномерного по составу выполнения призальбандовая и центральная части состоят из одних и тех же минералов.